# Junkanoo
Junkanoo es un desfile con música, baile y disfraces en muchas ciudades alrededor de las Bahamas y en menor medida en otros países anglófonos del Caribe. Es el desfile más importante en Bahamas, existiendo desde hace más de 100 años.

## Historia
Es llamado Junkanoo que podría derivar de la palabra francesa l'inconnu, que significa "el desconocido", debido a que la mayoría de la gente desfila con la cara pintada o cubierta. 
Esta celebración se lleva a cabo tradicionalmente 2 veces al año, el 26 de diciembre y en año nuevo, comenzando a las 2 de la mañana y hasta el amanecer, alrededor de las 3 de la tarde. En este festival la gente desfila usando máscaras y trajes coloridos mientras bailan enérgicamente al ritmo de tambores, campanas y silbatos.
Esta fiesta se originó en el siglo XVI para celebrar los tres días libres que se daban a los esclavos durante la Navidad.